# Lars Hirschfeld
Lars Justin Hirschfeld (ur. 17 października 1978 w Edmonton) – kanadyjski piłkarz występujący na pozycji bramkarza. Od 2016 jest zawodnikiem KFUM-Kameratene Oslo.

## Kariera klubowa
Hirschfeld zawodową karierę rozpoczynał w 1997 roku w Edmonton Drillers. W 1999 roku trafił do rezerw niemieckiego Energie Cottbus. Spędził tam rok, a potem powrócił do Kanady, gdzie został graczem Vancouver Whitecaps. Rozegrał tam jedno spotkanie, a potem odszedł do Calgary Storm, w którym występował przez dwa kolejne sezony.
W marcu 2002 roku podpisał kontrakt z angielskim klubem Tottenham Hotspur. W lutym 2003 na trzy miesiące został wypożyczony do Luton Town. W lutym 2004 na dwa tygodnie wypożyczono go do Gillingham. W sierpniu 2004 roku Hirschfeld odszedł z Tottenhamu, w którym nie rozegrał żadnego spotkania do szkockiego Dundee United. W Scottish Premier League zadebiutował 18 września 2004 w przegranym 2:4 spotkaniu z Motherwell. W styczniu 2005 powrócił do Anglii, gdzie przez kolejne pół roku reprezentował barwy Leicester City.
W lipcu 2005 Hirschfeld przeszedł do norweskiego Tromsø IL. 3 marca 2005 w zremisowanym 1:1 spotkaniu z SK Brann zadebiutował w pierwszej lidze norweskiej. Na początku 2006 roku odszedł do również pierwszoligowego Rosenborga. Od czasu debiutu 9 kwietnia 2006 w zremisowanym 3:3 spotkaniu z Lillestrøm SK był podstawowym graczem Rosenborga. W sezonie 2006 zdobył z klubem mistrzostwo Norwegii.
W styczniu 2008 roku trafił do rumuńskiego CFR Cluj. Grał tam przez półtora roku, w ciągu którego zagrał tam w 5 meczach ligi rumuńskiej, a także zdobył z klubem mistrzostwo Rumunii i Puchar Rumunii. W lipcu 2009 roku odszedł do niemieckiego Energie Cottbus, w którego rezerwach grał już w latach 1999–2000. W latach 2010–2015 grał w Vålerenga Fotball, a w 2016 przeszedł do KFUM-Kameratene Oslo.

## Kariera reprezentacyjna
W reprezentacji Kanady Hirschfeld zadebiutował 11 stycznia 2000 w wygranym 2:0 towarzyskim meczu z Bermudami. W 2002 roku został powołany do kadry na Złoty Puchar CONCACAF, na którym zagrał w 5 meczach, a Kanada zajęła 3. miejsce. W 2003 roku ponownie był uczestnikiem Złotego Pucharu CONCACAF, podczas którego rozegrał dwa spotkania (na trzy możliwe), a jego reprezentacja odpadła z turnieju po fazie grupowej.